# Ermesinda
Ermesinda o Ermesenda, o ancora Ermisenda (Ermesinda anche in spagnolo, in galiziano e in portoghese – Ermessenda in catalano; 720 circa), è stata regina consorte delle Asturie.

## Origine
Ermesinda era figlia del principe delle Asturie Pelagio e di sua moglie Gaudiosa, di cui non si conoscono gli ascendenti, come ci viene confermato sia dallo storico e genealogista spagnolo Salazar y Castro, che dal CHRONICON ALBELDENSE.

Secondo la leggenda, Pelagio era un nobile, figlio del duca Favila e nipote del re visigoto Chindasvindo; secondo il principe dei genealogisti spagnoli Luis de Salazar y Castro, nella sua Historia Genealógica de la Casa de Lara, Volume 1 riporta che Pelagio era figlio del duca di Cantabria, Favila, fratello del Re dei Visigoti, Chindasvindo; anche la Cronica de Alfonso III conferma che Pelagio era figlio di Favila, di stirpe reale; mentre il CHRONICON ALBELDENSE riporta che Pelagio era figlio di Veremondo e nipote del re dei Visigoti Roderico.

## Biografia
Suo padre Pelagio e il duca Pietro di Cantabria avevano programmato l'unione dei domini delle rispettive casate, attraverso il matrimonio di Ermesinda, figlia di Pelagio, e Alfonso, figlio di Pietro.

Il matrimonio fu celebrato verso il 737, come riportato sia dal CHRONICON ALBELDENSE (Adefonsu....Bermisindam, Pelagii filiam, Pelagio pnecipiente, accepit) e dalla Historia Silense (Adefonsus catholicus Petri Cantabriensium ducis filius, Hermesindam Pelagii filiam in coniugium accepit).

Anche lo storico Rafael Altamira riporta che Alfonso I era il genero di Pelagio.
Nel 739 suo fratello, il Principe delle Asturie Favila, dopo avere governato per soli due anni, morì prematuramente, secondo la leggenda, a causa delle ferite che aveva riportato nella lotta con un orso, che aveva affrontato, durante una partita di caccia, con il solo coltello.
La morte causata dall'orso viene confermata da tutte le cronache e anche la CRONICA ROTENSIS, che il CHRONICON ALBELDENSE.

La cosa più probabile fu invece che fu un assassinato dalla nobiltà che poté eleggere un nuovo principe: suo cognato, sposato con Ermesinda, Alfonso, duca di Cantabria, che divenne re del Regno delle Asturie, Alfonso I come viene confermato da tutte le cronache, che, per il primo, usò il titolo re, dopo avere riunito le terre ereditate in Cantabria, ricevute da suo padre alle Asturie ereditate attraverso sua moglie come riporta il Diccionario biográfico español, Real Academia de la Historia.
Secondo il Diccionario biográfico español, Real Academia de la Historia Ermesinda potrebbe essere sopravvissuta al marito, comunque non si conosce la data della sua morte.

## Figli>
Ermesinda diede ad Alfonso tre figli:
- Fruela I (circa 722-768), re delle Asturie dal 757 alla morte[16]
- Vimarano (?-765), secondogenito, che fu ucciso dal fratello, il re Fruela I, invidioso del consenso che il fratello stava raccogliendo, come riporta la Cronica de Alfonso III[17]
- Adosinda (?-?), sposò Silo delle Asturie, divenendo regina delle Asturie, come riporta la Cronica de Alfonso III[18]; nel 783, rimasta vedova si ritirò in convento.

### Fonti primarie
- (LA)  Anastasii abbatis opera omnia.
- (LA)  CRONICA ROTENSIS)
- (LA)  Cronica de Alfonso III
- (LA)  Historia silense
- (LA)  #ES España sagrada. Volumen 13

### Letteratura storiografica
- Rafael Altamira, Il califfato occidentale, in L’espansione islamica e la nascita dell’Europa feudale, collana «Storia del mondo medievale», II volume, Milano, Garzanti, 1999  [1979],  pp. 477-515, SBN RAV0065639.
- (ES)  #ES Historia Genealógica de la Casa de Lara